# دوتي هنتر
دوتي هنتر (بالإنجليزية: Dottie Hunter)‏ هي لاعب كرة قاعدة أمريكية، ولدت في 28 يناير 1916 في وينيبيغ في كندا، وتوفي بنفس المكان في 17 أغسطس 2005.